# Pidodo Kulon
Pidodo Kulon is een bestuurslaag in het regentschap Kendal van de provincie Midden-Java, Indonesië. Pidodo Kulon telt 2621 inwoners (volkstelling 2010).